# Canestrato pugliese
Il Canestrato Pugliese - riconosciuto Denominazione di Origine Controllata (D.O.C.) con D.p.r. del 10 set. 1985 e a Denominazione di origine protetta (D.O.P.) nel 1996 con il reg. (Ce) n.1107/96 - è un formaggio italiano di latte intero a pasta pressata non cotta, ottenuto da latte di pecora di razza gentile di Puglia, le cui origini genealogiche provengono dalla razza merino, alimentate prevalentemente con erba fresca e solo eccezionalmente con fieno o foraggio.
Il suo nome deriva dai canestri di giunco pugliese, entro cui lo si fa stagionare, i quali sono uno dei prodotti più tradizionali dell'artigianato pugliese.
È utilizzato in particolare nella preparazione delle bombette.

## Produzione
Il Canestrato Pugliese si produce in un periodo stagionale che va da dicembre a maggio, periodo questo legato alla transumanza delle greggi dagli Abruzzi alle piane del Tavoliere delle Puglie. 
(Detto pugliese, ove Pantanella rappresenta la pianura e Maiella il monte)
Il latte, proveniente da mungiture di frequenza non superiore a una al giorno per animale, viene cagliato ad una temperatura da 33 °C a 45 °C e il tempo di coagulazione varia da 15 a non più di 25 minuti. Viene quindi versato negli appositi canestri, ove viene periodicamente pressato per drenare il liquido in eccesso. La stagionatura dura da uno o due mesi, a seconda del peso delle forme che emergono, tra i 7 e i 14 kg, e la maturazione può durare anche un anno. La salatura avviene in più tempi, inizialmente da due a quattro giorni dopo la trasformazione e successivamente a intervalli regolari.

## Degustazione
È un formaggio tipico utilizzato nella cucina pugliese tradizionale. Esso si accompagna bene con vini locali quali lo Squinzano rosso, Salice Salentino rosso, Cacc'e Mmitte di Lucera.